# Venyige Sándor
Venyige Sándor (Berettyóújfalu, 1967. május 19. –) magyar színész, színházi dramaturg, író, egyetemi tanár, rendező, színházigazgató.

## Életpályája
Szülei: Venyige Sándor és Szító Margit Irén. 1973–1981 között általános iskolai diák volt. 1981–1985 között az Arany János Gimnáziumban tanult szülővárosában. 1987–1991 között a Bessenyei György Tanárképző Főiskola magyar-történelem szakos hallgatója volt. Gaál Erzsi rendező vette észre tehetségét. 1989–1991 között a nyíregyházi Móricz Zsigmond Színház segédszínésze, 1991–1994 között csoportos szereplője, 1994–1996 között rendezőasszisztense, 1996–2000 között dramaturgja volt. 1993–1995 között a Kossuth Lajos Tudományegyetem Bölcsészettudományi Karának magyar szakos hallgatója, valamint a Jonatán Rádió műsorvezetője volt. 1995–2003 között a Bessenyei György Tanárképző Főiskola drámapedagógia tanára volt. 1996–1998 között a nagykállói Korányi Frigyes Gimnázium tanára volt. 1998–2003 között a Musical Színház ügyvezető igazgatója volt. 2003 óta szabadúszó rendező. 2014-ben Zorgel Enikővel Veresegyházon megalapították a Veres 1 Színházat.

## Magánélete
1993-ban házasságot kötött Hadházi Enikővel. Két gyermekük született: Kata Orsolya (1994) és Balázs (1996). Második felesége Zorgel Enikő színésznő.

## Színházi munkái
A Színházi Adattárban regisztrált bemutatóinak száma: szerzőként: 4; műfordítóként: 5; színészként: 32; rendezőként: 1.

### Szerzőként
- Tündérkert (1996)
- Napos oldal (2004)
- Callas (2006)
- Drakula (2007)

### Műfordítóként
- Carroll: Alice (1999)
- Stevenson: Jekyll és Hyde (2001-2002, 2012)

### Színészként
- Büchner: Danton....
- Simon: A napsugár fiúk....Férfi
- Szigligeti Ede: Liliomfi....
- Bock: Hegedűs a háztetőn....Szása
- William Shakespeare: Ahogy tetszik....Amiens
- Kacsóh Pongrác: János vitéz....Első gazda
- Csehov: Cseresznyéskert....Vándorlegény
- Williams: Orpheus alászáll....Eva Temple; Sister Temple
- William Shakespeare: Romeo és Júlia....Első őr
- Leigh: La Mancha lovagja....
- Hrabal: Gyöngéd barbár....Szenesember
- William Shakespeare: Othello....Lodovico
- Jókai Mór: Itt a vége, pedig milyen unalmas napnak indult....York hercege
- Bornai Tibor: Mumus....Celofán
- Brecht: Koldusopera....Tojás Ede
- Móricz Zsigmond: Sári bíró....Szarka Pál
- Higgins: Maude és Harold....Főnök
- Weiss: Marat/Sade....Popo
- Menken: Rémségek kicsiny boltja....Audreyka
- Molnár Ferenc: Úri divat....Ideges úr
- Szép Ernő: Vőlegény....Pimpi
- Lloyd Webber: Evita....Perón
- Lloyd Webber: Jézus Krisztus szupersztár....Pilátus
- Bognár Zsolt: Jean d'Arc....Pierre Cauchon
- Wildhorn: Jekyll és Hyde....Simon Stride
- Schönberg: Miss Saigon....John

### Rendezőként
- Mészáros-Szemenyei: Drakula (2007)

## Művei
- Nap, árnyék, boszorkány (dráma)

## Díjai
- Milleniumi Emlékérem (2000)